# پروژه ونونا
پروژه ونونا (به انگلیسی: VENONA projec) یک همکاری بلند مدت محرمانه بین سازمان‌های جاسوسی ایالات متحده آمریکا و بریتانیا برای تحلیل پیام‌های محرمانه اتحاد جماهیر شوروی در طول جنگ جهانی دوم بود. برای این پروژه حداقل ۱۳ لغت کلیدی وجود داشت که توسط آمریکا و بریتانیا استفاده می‌شد، که ونونا آخرین آنها بود. این لغات کلیدی دارای هیچ معنایی نبودند. از این پروژه تا سال ۱۹۹۵ توسط هیچ یک از دولت‌ها اطلاعاتی افشا نشد.